# I Want to Die in New Orleans
I Want to Die in New Orleans – debiutancki album studyjny amerykańskiego duetu $uicideboy$.
Został wydany 7 września 2018 r. przez Caroline Distribution. Składa się z mieszanki różnych odłamów Hip-hopu (Hardcore rap, Horrorcore i Cloud rap). Album opowiada pół-autobiograficzne historie o zmaganiach duetu z depresją, uzależnieniem od narkotyków i myślami samobójczymi. Został przyjęty z uznaniem krytyków w podziemnej scenie rapowej, zajął nawet 9 miejsce na amerykańskiej liście Billboard 200 z 49,000 sprzedanymi egzemplarzami w pierwszym tygodniu sprzedaży. Album znalazł się również w pierwszej dziesiątce w Australii i Finlandii.

## Przeszłość
Album pierwotnie był zatytułowany "I Don't Want to Die in New Orleans", po raz pierwszy można było o nim usłyszeć dzięki jednemu z członków $uicideboy$, $crim, który poinformował przez Twittera, że w lutym 2017 roku odbędzie się premiera ich debiutanckiego albumu studyjnego. $uicideboy$ potwierdzili to później w wywiadzie dla magazynu XXL w kwietniu 2017 roku.
Nagrywanie I Want to Die in New Orleans rozpoczęło się w 2016 roku, kiedy duet był w trasie koncertowej.

## Muzyka i tekst
Projekt jest kroniką pół-autobiograficznych historii spotkań duetu z depresją, narkomanią i myślami samobójczymi. Użyte w albumie instrumenty są często złowieszcze, ale zarazem czyste i zawierają próbki audio z reklam informacyjnych, lokalnych reklam usług publicznych i filmów dokumentalnych nakręconych w rejonie Nowego Orleanu pod koniec lat 90. w celu wykreowania specyficznej atmosfery.
Tylko na jednej piosence ("Fuck the Industry") gościnnie pojawia się inny raper, który jest nieuwzględniony w czołówce, jest to Bones, pełniący funkcję lektora na końcu utworu. Wszystkie piosenki zostały wyprodukowane przez członka $uicideboy$, $crima, pod pseudonimem Budd Dwyer. "I No Longer Fear the Razor Guarding My Heel (IV)" zawiera też interludium gitarowe innego członka zespołu, Ruby da Cherry, pod pseudonimem Slamdunkasaur, a "Phantom Menace" został częściowo wyprodukowany przez rapera Juicy J.

## Oceny krytyków
HipHopDX przyznał albumowi ocenę 3,9 na 5, komentując: „... czy rzeczywiście ($uicideboy$) zmienili świat muzyki? Można to określić jako typową brawurę artystów, ale po kolejnym dobrze przyjętym wydawnictwie z pewnością mają argumenty na poparcie tej tezy".

## Występ komercyjny
Wydany z uznaniem krytyków na undergroundowej scenie rapowej, album zadebiutował na 9. miejscu amerykańskiej listy Billboard 200 z 49 000 sprzedanymi egzemplarzami w pierwszym tygodniu od wypuszczenia, co czyni go zarazem ich pierwszym albumem w pierwszej dziesiątce hitów w USA. Album dotarł również do pierwszej dziesiątki w Australii i Finlandii.

## Lista utworów
| Nr.                | Tytuł                                              | Autorzy tekstów    | Producent                | Czas  |
| ------------------ | -------------------------------------------------- | ------------------ | ------------------------ | ----- |
| 1.                 | "King Tulip"                                       | $uicideboy$        | Budd Dwyer               | 3:05  |
| 2.                 | "Bring Out Your Dead"                              | $uicideboy$        | Budd Dwyer               | 1:46  |
| 3.                 | "Nicotine Patches"                                 | $uicideboy$        | Budd Dwyer               | 2:36  |
| 4.                 | "10,000 Degrees"                                   | $uicideboy$        | Budd Dwyer               | 3:09  |
| 5.                 | "122 Days"                                         | $uicideboy$        | Budd Dwyer               | 3:04  |
| 6.                 | "Phantom Menace"                                   | $uicideboy$        | Budd Dwyer Juicy J       | 2:22  |
| 7.                 | "Krewe du Vieux (Comedy & Tragedy)"                | $uicideboy$        | Budd Dwyer               | 1:44  |
| 8.                 | "War Time All the Time"                            | $uicideboy$        | Budd Dwyer               | 2:25  |
| 9.                 | "Coma"                                             | $uicideboy$        | Budd Dwyer               | 2:17  |
| 10.                | "Long Gone (Save Me from This Hell)"               | $uicideboy$        | Budd Dwyer               | 2:18  |
| 11.                | "Meet Mr. Niceguy"                                 | $uicideboy$        | Budd Dwyer               | 2:26  |
| 12.                | "Carrollton"                                       | $uicideboy$        | Budd Dwyer               | 3:23  |
| 13.                | "Fuck the Industry"                                | $uicideboy$ Bones  | Budd Dwyer               | 3:55  |
| 14.                | "I No Longer Fear the Razor Guarding My Heel (IV)" | $uicideboy$        | Budd Dwyer Slamdunkasaur | 7:54  |
| Całkowita długość: | Całkowita długość:                                 | Całkowita długość: | Całkowita długość:       | 41:00 |

Uznanie w samplach
- Utwór „Coma” zawiera fragmenty piosenki „Much Better Off” autorstwa Smokey Robinson i The Miracles, a także „Kreepin’ Out Da Kut” autorstwa Playa Fly i „Fall Off Me Ho” twórcy Indo G
- „King Tulip” zawiera cząstkę dzwięków z „Cuesta Blanca” autorstwa Grupo Encuentro
- „10,000 Degrees” zawiera fragment z „Thinkin’ of a Driveby” autorstwa Gimisum Family
- „I No Longer Fear The Razor (IV)” zawiera fragment utworu „Nine To Your Dome” autorstwa Three 6 Mafia

## Listy przebojów
| Listy przebojów (2018) | Listy przebojów (2018) | Listy przebojów (2018)  | Szczytowe pozycje | Przyp. |
| ---------------------- | ---------------------- | ----------------------- | ----------------- | ------ |
| Australia              | Australia              | ARIA                    | 10                | [ 16 ] |
| Belgia                 | Belgia                 | Ultratop Flanders       | 44                | [ 17 ] |
| Belgia                 | Belgia                 | Ultratop Wallonia       | 162               | [ 18 ] |
| Kanada                 | Kanada                 | Billboard               | 26                | [ 19 ] |
| Holandia               | Holandia               | Album Top 100           | 74                | [ 20 ] |
| Finlandia              | Finlandia              | Suomen virallinen lista | 6                 | [ 21 ] |
| Niemcy                 | Niemcy                 | Offizielle Top 100      | 89                | [ 22 ] |
| Nowa Zelandia          | Nowa Zelandia          | RMNZ                    | 15                | [ 23 ] |
| Norwegia               | Norwegia               | VG-lista                | 36                | [ 24 ] |
| Szwajcaria             | Szwajcaria             | Schweizer Hitparade     | 87                | [ 25 ] |
| Wielka Brytania        | Wielka Brytania        | OCC                     | 31                | [ 26 ] |
| Stany Zjednoczone      | USA                    | Billboard 200           | 9                 | [ 27 ] |